# Картел
Картели (енгл. cartels, једн. cartel) су облик споразумног удруживања истородних фирми конкурената које тиме (удруживањем у картел) постају монопол. Већи профит остварују диктирањем услова продаје, монополским ценама и другим погодностима, а не смањењем трошкова и рационализацијом, како чине концерни.
Чланице картела су потпуно самосталне и независне у свом пословању, али су обвезне поштовати одредбе споразума о картелу за све време постојања картела. Да би могао деловати у складу са циљевима удруживања, картел треба имати највећи удео у производњи, потрошњи, трговини или другој делатности или грани у којој се оснива. У противном, деловање картела на тржишту не би било делотворно нити би његово оснивање било оправдано јер би конкурентне фирме које нису у картелу могле ометати или спречавати његово деловање.
Основни циљ уклањања међусобне конкуренције и стварања услова за монополски положај и монополско понашање може се остварити, у начелу, на два начина:
- Сопственим развојем и
- Потписивањем споразума о картелу.

С обзиром на подручја простирања и деловања, картели могу бити национални и међународни.
Картели су често нестабилни и лако се распадају, а стога што свака фирма учесница има интерес да вара остале учеснике, било кроз већу производњу него што је њена договорена квота, било кроз ефективно смањење цена у односу на договорене (кроз невидљиве попусте итд).
Картелско удруживање представља криминално дело по већини антимонополских закона у свету.

### Питање картела у ЕУ
Члан 85 Римског уговора одређује да су забрањени сви споразуми између предузећа (било они експлицитни или имплицитни, тајни или јавни, хоризонтални или вертикални) који за циљ или као последицу имају спречавање, ограничавање или нарушавање конкуренције унутар заједничког тржишта.
Поштовање одредби овог члана је у надлежности Европске комисије. Она има бројна овлашћења, а између осталог овлашћена лица у име Комисије имају право да ненајављено посете осумњичена предузећа и проверавају њихове пословне књиге и рачуне и да захтевају додатне информације.
Кршења одредби и активности Комисије су и поред свих мера која она спроводи и даље релативно бројна. Један пример отвореног кршења члана 85 Римског уговора откривен је 2001. године. Наиме, Европска комисија је открила да је 13 произвођача витамина учествовало у картелима који су одређивали фиксне и увећане квоте на продају. Одређена је укупна казна у висини од 855 милиона евра.
Постоје и изузећа од ограничења конкуренције која не подлежу санкцијама из члана 85 Уговора из Рима. Она се односе на следеће услове: 1) уговор мора донети економски прогрес; 2) део користи мора бити уступљен потрошачима и 3) треба да постоји конкуренција у погледу значајног дела робе или услуга.